# Sancho II av Pamplona
Sancho II Garcés Abarca, född 935, död december 994, var son till García III Sánchez och Andregota Galíndez, dotter till Galindo II Aznárez, greve av Aragonien.
I Historia General de Navarra av Jaime Burgo använder Sancho II sig av titeln kung av Navarra. Det är första gången som den titeln dyker upp. Det var inte förrän sent 1000-tal som titeln kung av Navarra blev vanligt förekommande. Ordet Abarca, som kung Sancho kallades för, betyder sandal. Men det är inte samtida med Sancho utan ett ord från medeltiden.
Det var under Sancho II och hans efterträdare som kungariket Navarra nådde sin höjdpunkt, både när det gällde makt och storlek. Under den här perioden var Navarra starkt länkat genom släktskap med både kungariket León och grevskapet av Kastilien. Precis som sin far och farfar så hade Sancho II konflikter med morerna. Men till skillnad från dem förlorade Sancho två viktiga slag emot dem. Han löste problemet med diplomati. Sancho begav sig till Córdoba som ambassadör för sitt eget kungarike med gåvor och ett förslag som gick ut på att Sanchos dotter Urraca skulle gifta sig med den muslimske regenten.
Sancho gifte sig med Urraca Fernández, som var dotter till den kastilianske greven Fernán González och Sanchos faster. De gifte sig någon gång mellan 962 och 970. De fick fyra barn: 
- García IV av Navarra
- Ramiro (som dog 992)
- Gonzalo av Aragonien, som fick grevskapet Aragonien
- Urraca (Abda)  Basque, som gifte sig med Al-Mansur innan hon blev nunna